# Орловка (Хабарский район)
Орловка — упразднённое село в Хабарском районе Алтайского края России. Располагалось на территории современного Свердловского сельсовета. Точная дата упразднения не установлена.

## География
Располагался в 7,5 км к северо-западу от села Свердловское.

## История
Основано в 1908 году. В 1928 г. поселок Орловка состоял из 50 хозяйств. В составе Славянского сельсовета Знаменского района Славгородского округа Сибирского края.

## Население
В 1926 г. в посёлке проживало 293 человека (158 мужчин и 135 женщин), основное население — русские.